# 2013 GG137
2013 GG137, também escrito como 2013 GG137, é um objeto transnetuniano que está localizado no Cinturão de Kuiper, uma região do Sistema Solar. Este corpo celeste é classificado como um plutino, pois, o mesmo está em uma ressonância orbital de 2:3 com o planeta Netuno. Ele possui uma magnitude absoluta de 8,8 e tem um diâmetro estimado de 76 km.

## Descoberta
2013 GG137 foi descoberto no dia 4 de abril de 2013 pelo Outer Solar System Origins Survey.

## Órbita
A órbita de 2013 GG137 tem uma excentricidade de 0,140 e possui um semieixo maior de 39,583 UA. O seu periélio leva o mesmo a uma distância de 34,021 UA em relação ao Sol e seu afélio a 45,144 UA.